# مجلس اعلا
مجلس اعلا (عُلیا) (به انگلیسی: Upper house) یا نشست‌گاه بَرین یکی از دو مجلس قانون‌گذاری در نظام‌های سیاسی است که قوّهٔ مقنّنه از نوع دومجلسی است. مجلس دیگر در این نظام‌های سیاسی، مجلس سفلی نام دارد. مجلس علیا اغلب مجلس سنا نیز خوانده می‌شود و از نمونه‌های آن می‌توان به مجلس اعیان بریتانیا اشاره کرد.
در نظام‌های سیاسی تک‌مجلسی، تنها یک مجلس به عنوان قوّهٔ قانون‌گذاری عمل می‌کند.

## نام‌های دیگر
- مجلس سنا
- مجلس اعیان
- مجلس علیا
- مجمع فدرال
- مجلس فدرال